# ノースカロライナ (装甲巡洋艦)
|          |                                                                 |
| 艦歴     |                                                                 |
| 発注     |                                                                 |
| 起工     | 1905年3月21日                                                   |
| 進水     | 1906年10月6日                                                   |
| 就役     | 1908年5月7日                                                    |
| 退役     | 1921年2月18日                                                   |
| その後   | 1930年にスクラップとして売却                                    |
| 除籍     |                                                                 |
| 性能諸元 |                                                                 |
| 排水量   | 14,500 トン                                                     |
| 全長     | 504.5 ft                                                        |
| 全幅     | 72.9 ft                                                         |
| 吃水     | 25 ft                                                           |
| 機関     |                                                                 |
| 最大速   | 22ノット (41 km/h)                                              |
| 乗員     | 士官、兵員859名                                                 |
| 兵装     | 10インチ砲4門 6インチ砲16門 3インチ砲22門 21インチ魚雷発射管4門 |

ノースカロライナ (USS North Carolina, ACR-12) は、アメリカ海軍の装甲巡洋艦。テネシー級装甲巡洋艦の一隻。艦名はノースカロライナ州に因む。その名を持つ艦としては2隻目。

## 艦歴
ノースカロライナは1905年3月21日にバージニア州ニューポート・ニューズのニューポート・ニューズ造船所で起工する。1906年10月6日にリベカ・グレン（ノースカロライナ州知事ロバート・ブロードナックス・グレンの娘）によって命名、進水し、1908年5月7日にノーフォーク海軍工廠で艦長ウィリアム・A・マーシャル大佐の指揮下就役した。
カリブ海および東海岸沿いでの整調後、ノースカロライナは1909年1月から2月にかけて次期大統領ウィリアム・ハワード・タフトを乗せパナマ運河の視察旅行を行った。4月23日から8月3日までは地中海を巡航した。姉妹艦のモンタナ (USS Montana, ACR-13) と共にトルコにおけるアメリカ人の保護任務に従事し、その後虐殺の犠牲となったアルメニア人の負傷者および病人を支援する医療チームを5月17日にトルコのアダナに送り届けた。ノースカロライナは食料、消毒剤、蒸留水、衣料および薬を提供し、他の救援チームを支援した。地中海での任務の残りはアメリカ人および難民を救援するための巡航を行った。
ノースカロライナは西大西洋およびカリブ海で訓練、艦隊演習を行い、儀礼、外交活動に参加した。1910年5月から6月にはアルゼンチン独立100周年記念、1911年6月から7月にはベネズエラ独立100周年記念に参加し、7月から8月にかけては国防長官のプエルトリコ、サントドミンゴ、キューバ、パナマ運河の視察旅行に従事、その後は爆沈したメイン (USS Maine, ACR-1) 乗組員の遺体をアーリントン国立墓地に埋葬するためキューバから搬送した。
第一次世界大戦がヨーロッパで始まると、ノースカロライナは1915年8月7日にボストンを出航、近東でアメリカ人の保護任務に当たった。イギリスおよびフランスの港を訪問した後、ヤッファ、ベイルートおよびアレキサンドリアの間を頻繁に往復し、中立国であるアメリカ合衆国の力を誇示した。ノースカロライナは1915年6月18日にオーバーホールのためボストンに帰還した。
1915年9月9日にフロリダ州ペンサコーラに到着、ノースカロライナはステーション艦として海軍航空隊の開発任務に寄与した。11月5日、ノースカロライナは航行中カタパルトで航空機（カーチス F型）を発艦させた初の艦となる。この実験の成功は第二次世界大戦における戦艦、巡洋艦のカタパルトによる航空機運用、現代の航空母艦における蒸気カタパルトの実用化に結びついた。
アメリカ合衆国が第一次世界大戦に参戦すると、ノースカロライナはノーフォークとニューヨーク間の兵員輸送船団護衛任務に当たった。1918年12月から1919年7月までノースカロライナはヨーロッパからの帰還兵を輸送した。ノースカロライナはその名を新しい戦艦に譲るため、1920年6月7日にシャーロット (USS Charlotte, CA-12) と改名され、1921年2月18日にワシントン州ブレマートンのピュージェット・サウンド海軍工廠で退役した。シャーロットは1930年7月15日に除籍され、9月29日にスクラップとして売却された。